# Plus long match de baseball professionnel

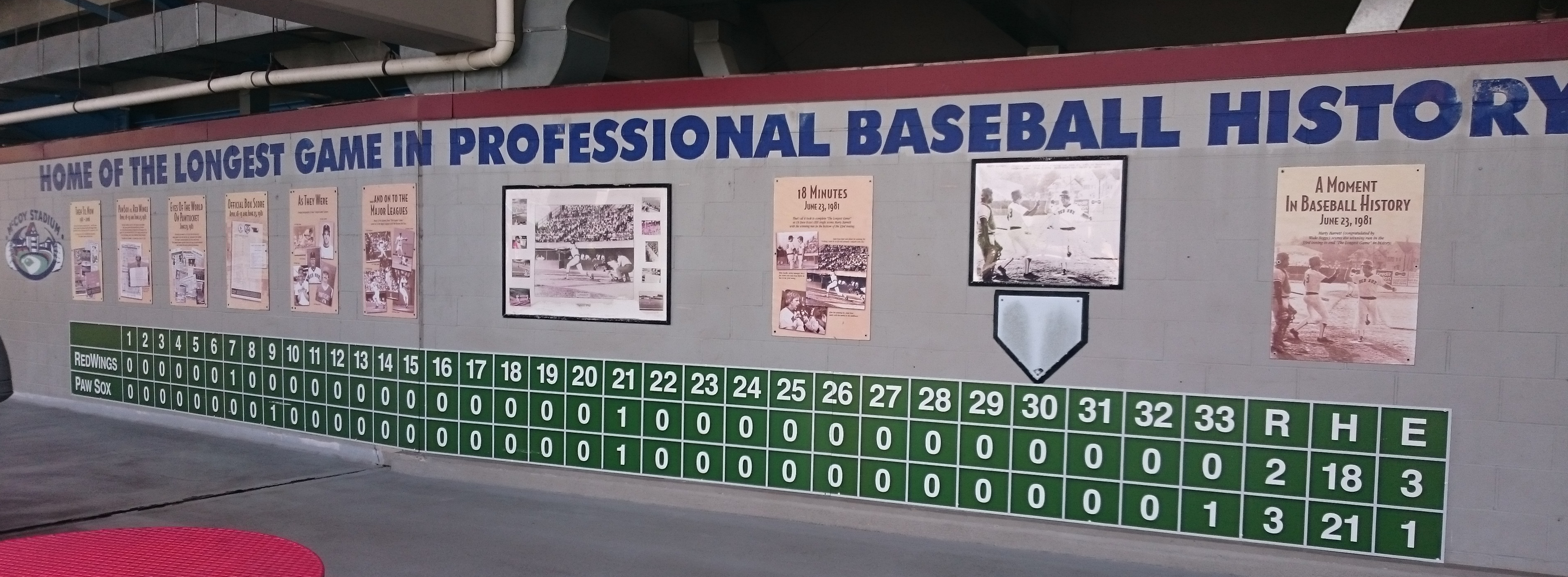
Le sommaire du match avec le pointage de chaque manche de jeu et des photos de l'événement sont affichés au McCoy Stadium de Pawtucket.

Le plus long match de baseball professionnel est joué les 18 avril, 19 avril et 23 juin 1981 à Pawtucket, dans le Rhode Island, aux États-Unis entre les Red Sox de Pawtucket et les Red Wings de Rochester, deux équipes des ligues mineures de baseball faisant partie de la Ligue internationale.
Le match entrepris dans la soirée du 18 avril, interrompu le matin du 19 avril et complété le 23 juin, se termine par une victoire par le score de 3 à 2 des Red Sox de Pawtucket, en 33 manches jouées en 8 heures et 25 minutes au McCoy Stadium.

## Déroulement du match
Le match débute le 18 avril 1981 à 20 h 25, après un délai d'une trentaine de minutes causé par un problème d'éclairage. On compte 1 740 spectateurs dans les tribunes.
Les deux lanceurs partants - Larry Jones des Red Wings de Rochester et Danny Parks des Red Sox de Pawtucket - blanchissent leurs adversaires lors des 6 premières manches de la partie. Rochester marque le premier point en début de 7e manche sur un coup sûr productif de Chris Bourjos. Pawtucket envoie le match en manches supplémentaires en marquant un point en fin de 9e manche après un double de Chico Walker, un mauvais lancer de Larry Jones et un ballon-sacrifice de Russ Laribee.  
Le score demeure 1-1 jusqu'à ce que les deux équipes marquent tour à tour en 21e manche. Les Red Wings prennent les devants 2-1 sur un double de Dave Huppert, mais à leur tour au bâton les Red Sox créent l'égalité sur un double de Wade Boggs. 
En 22e manche, le gérant de Pawtucket, Joe Morgan, est expulsé du match après une querelle avec l'arbitre Dennis Cregg.
Les règlements de la Ligue internationale prévoyaient un couvre-feu menant à la suspension d'un match toujours en cours après 0 h 50. Cependant, le livre de règlements qu'avait en sa possession l'arbitre Cregg n'avait pas été mis à jour et ne contenait pas cette information. L'arbitre laissa donc le match se poursuivre.
Au début de la 30e manche de jeu, le match devint officiellement le plus long de l'histoire du baseball professionnel, brisant le record établi lors d'une victoire de 4-3 des Marlins de Miami sur les Cardinals de St. Petersburg après 29 manches jouées en 6 heures et 59 minutes le 14 juin 1966, à l'occasion d'une partie de la Ligue de l'État de Floride (Florida State League) disputée au Al Lang Field de St. Petersburg.

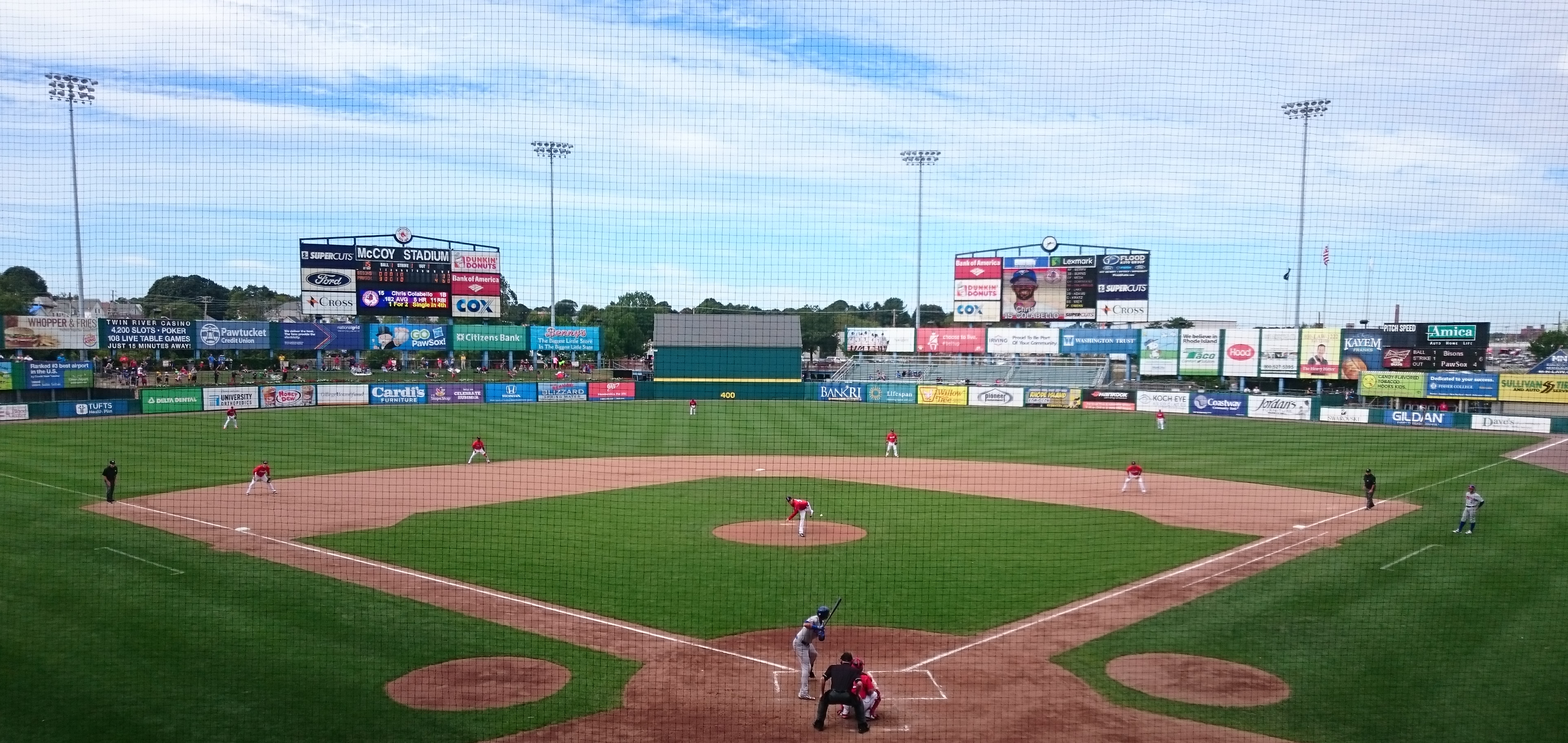
Le terrain du McCoy Stadium de Pawtucket en 2016.

Au milieu de la nuit, le président de la Ligue internationale, Harold Cooper, est joint au téléphone et informé de la situation inusitée. Cooper ordonne que le match soit suspendu dès la fin de la manche en cours de jeu et repris plus tard. À 4 h 9 le 19 avril, matin de Pâques, le match est interrompu. Le pointage est 2-2 après 32 manches. 
Le match reprend le 23 juin 1981 à l'occasion de la visite suivante des Red Wings de Rochester. Le McCoy Stadium de Pawtucket fait alors salle comble : 5 746 spectateurs remplissent l'enceinte à pleine capacité et quelque 140 journalistes sont sur place pour l'événement, couvert par 4 réseaux de télévision nationaux ne se déplaçant généralement pas pour des matchs de ligues mineures. Au caractère historique de l'événement s'ajoute le fait qu'il survient alors que les activités de la Ligue majeure de baseball sont interrompues par une grève des joueurs, privant les médias sportifs de matchs de baseball à diffuser. 
La dernière manche, jouée le 23 juin, ne dure que 18 minutes. La 33e manche débute avec Bob Ojeda comme nouveau lanceur pour Pawtucket. Il accorde un coup sûr à Cal Ripken, Jr. mais aucun point. En fin de 33e manche, Steve Grilli vient lancer pour Rochester et atteint d'un lancer Marty Barrett, le premier frappeur à l'affronter pour les Red Sox. Chico Walker enchaîne avec un simple qui avance Barrett au troisième but. Après un but sur balles intentionnel donné à Russ Laribee, Grilli est remplacé par le lanceur Cliff Speck. Ce dernier n'affronte qu'un seul frappeur, Dave Koza, qui réussit le coup sûr au champ gauche qui fait marquer Marty Barrett et donne aux Red Sox de Pawtucket une victoire de 3-2 en 33 manches. Au total, les deux clubs ont joué 8 heures et 25 minutes.

### Sommaire
Match du samedi 18 avril, dimanche 19 avril et jeudi 23 juin 1981 au McCoy Stadium, Pawtucket, Rhode Island.
| Équipe                               | 1 | 2 | 3 | 4 | 5 | 6 | 7 | 8 | 9 | 10 | 11 | 12 | 13 | 14 | 15 | 16 | 17 | 18 | 19 | 20 | R | H  | E |
| ------------------------------------ | - | - | - | - | - | - | - | - | - | -- | -- | -- | -- | -- | -- | -- | -- | -- | -- | -- | - | -- | - |
| Red Wings de Rochester               | 0 | 0 | 0 | 0 | 0 | 0 | 1 | 0 | 0 | 0  | 0  | 0  | 0  | 0  | 0  | 0  | 0  | 0  | 0  | 0  | 2 | 18 | 3 |
| Red Sox de Pawtucket                 | 0 | 0 | 0 | 0 | 0 | 0 | 0 | 0 | 1 | 0  | 0  | 0  | 0  | 0  | 0  | 0  | 0  | 0  | 0  | 0  | 3 | 21 | 1 |
| Vic. : Bob Ojeda Déf. : Steve Grilli |   |   |   |   |   |   |   |   |   |    |    |    |    |    |    |    |    |    |    |    |   |    |   |

## Records établis lors de ce match

### Équipes
- Plus grand nombre de présences au bâton par une équipe en un match : 114 par Pawtucket.
- Plus grand nombre de présences officielles au bâton au total en un match : 219.
- Plus grand nombre de joueurs d'une équipe retirés sur des prises en un match : 34 joueurs de Rochester retirés de cette manière.
- Plus grand nombre de retraits sur des prises au total par deux équipes en un match : 60.
- Plus grand nombre d'assistances au total par deux équipes en un match : 88.
- Plus grand nombre de retraits (putouts) effectués par les joueurs en défensive d'une équipe en un seul match : 99 par Pawtucket.
- Plus grand nombre de retraits (putouts) par deux équipes en un match : 195.

### Individuels
- Plus grand nombre de présences officielles au bâton par un joueur en un match : 14 par Dave Koza, Lee Graham et Chico Walker, tous de Pawtucket.
- Plus grand nombre de passages au bâton par un joueur en un match : 15, par Tom Eaton, Dallas Williams et Cal Ripken, Jr., tous de Rochester.

### Durée
- Plus grand nombre de manches jouées : 33.
- Plus long match : 8 heures et 25 minutes.

### Arbitres
- Plus long match par un arbitre au marbre : Dennis Cregg juge 882 lancers au total en 8 heures et 25 minutes.

## Joueurs
Des 41 joueurs qui ont foulé le terrain de ce match, 25 avaient ou ont ensuite joué dans la Ligue majeure de baseball. Du groupe, deux ont éventuellement été élus au Temple de la renommée du baseball : Wade Boggs jouait pour Pawtucket et Cal Ripken, Jr. pour Rochester.

## Autres longs matchs notables
Le plus long match professionnel sans interruption est aussi joué dans les ligues mineures, dans la Ligue de l'État de Floride le 14 juin 1966 : au Al Lang Field de St. Petersburg, les Marlins de Miami l'emportent en 29 manches sur les Cardinals de St. Petersburg après 6 heures et 59 minutes de jeu.
Dans la Ligue majeure de baseball, le plus grand nombre de manches jouées en un match est 26, lors d'un affrontement entre les Robins de Brooklyn et les Braves de Boston le 1er mai 1920 au Braves Field de Boston. Les stades de baseball n'ayant pas à cette époque un éclaraige suffisant pour jouer après la tombée de la nuit, le match débuté à 15 h 0 se termine sur une égalité de 1-1, pour un rare match nul.
Le match des ligues majeures ayant duré le plus grand nombre de manches et ayant fait un vainqueur est joué les 8 et 9 mai 1984 au Comiskey Park de Chicago. En raison d'une règle de la Ligue américaine stipulant qu'aucune nouvelle manche ne devait être entreprise après 1 h 5, les deux équipes complètent la partie le lendemain, et les White Sox de Chicago l'emportent 7-6 en 25 manches sur les Brewers de Milwaukee, dans un match dont la durée totale fut de 8 heures et six minutes.